# بالدرس
بالدرس (به اسپانیایی: Valdorros) یک شهرستان در اسپانیا است که در استان بورگس واقع شده‌است.

## خصوصیات
بالدرس ۱۶ کیلومترمربع مساحت و ۳۲۰ نفر جمعیت دارد.